# Nogara
Nogara (Nogàra in veneto) è un comune italiano di 8 465 abitanti della provincia di Verona in Veneto.

## Geografia fisica
Rispetto a Verona, Nogara è in posizione meridionale; dista infatti circa 33 km dal capoluogo provinciale e 23 km dalla città di Mantova.
È un paese che si estende su un territorio pianeggiante attraversato dal fiume Tartaro e fa parte della Bassa veronese.

## Storia
Il nome Nogara deriva dal dialetto locale nosara che significa "albero di noci" per gli alberi di noci che la coprivano; si sa che fu 'terramara' dove i terramaricoli vivevano su palafitte e che fu importante già prima di Roma antica, perché contenne l'elemento etrusco.
Nogara sorge sulla strada che per Ostiglia unisce Bologna con Verona, su una via coincidente con quella iniziata da Druso e rifatta da Claudio, la famosa via Claudia Augusta. Per Nogara passano altre strade, che comunicano con Mantova e Padova. Pochi centri sono crocevia di strade nazionali e di linee ferroviarie come Nogara; oggi la sua posizione geografica e logistica è strategicamente privilegiata, più che nel passato: allora si poteva utilizzare solo la strada romana; adesso anche quella napoleonica (strada statale 10) e la ferrovia. In direzione nord-sud vi scorre accanto il fiume Tartaro, importante sotto il profilo storico, geografico e geologico, per aver determinato l'ambiente e i suoi dintorni: nel medioevo fu zona di confine tra due stati, il Mantovano ed il Veronese, e nell'età moderna fu motivo di scontro tra la Casa d'Austria e Venezia.
Dalla piazza, il centro abitato più importante dove sorgevano la casa del comune da una parte e una torre con l'orologio dall'altra, partiva una via che passando da un ponte di legno per il Tartaro, portava nelle contrade di Brancon fino a Pradelle.
Dallo studio delle fonti si deduce che Nogara fu luogo di lotte fratricide e di feroci contese intorno al castello e alla chiesa. Nel 900 il re Berengario autorizza la costruzione del castello di cui parlano le cronache del secolo XI, e che ora è incorporato in quel palazzo Marogna dai piloni disegnati dal Sanmicheli. Documenti che risalgono agli anni 920-936 spiegano come i monaci esercitassero il loro potere: avevano interesse a difendere il castello di Nogara per salvaguardarlo dalle 'pagane' scorrerie degli Ungheri, perciò diedero in affitto alle genti di Nogara parecchie loro case col patto di proteggere la rocca e la chiesa di San Silvestro, vicina al Tartaro.
A Nogara venne sepolta Richilde Obertenghi, prima moglie di Bonifacio di Canossa. 
Su un breve del papa Innocenzo II, diretto al popolo di Nogara, si legge l'invito a pagare ai monaci di Nonantola, appropriatisi di tutti i beni, delle corti 'Due Roveri' e 'Rovescello', del castello e dei frutti di un bosco a loro ceduto da Matilde di Canossa, che i nogaresi avevano abbattuto per soddisfare i loro bisogni di riscaldamento.
Nogara vanta una tradizione di lotte che, soprattutto nel medioevo, ebbero molta risonanza: durante il governo di Matilde era un caposaldo alla sinistra del Po, e fu assalita da Enrico IV mentre Verona restò fedele all'imperatore tedesco per trarre vantaggi dalla sua autonomia comunale. La gente di Nogara difese vittoriosamente il castello, munito da ogni parte di torrioni, circondato da una larga fossa, ricolma delle acque del Tartaro; Enrico IV tolse l'assedio che segnò l'inizio della sua fine e fu costretto a ripassare le Alpi.
Il poeta monaco Donizone così celebrò la resistenza dei Nogaresi: Civibus accitis secum veronensibus, ivit, vallavit castrum Nogari forte vel amplum. Gli storici di Verona citano spesso il castello di Nogara e le lotte tra i vari signori che aspiravano ad impadronirsene strappandolo al priorato benedettino. Ezzelino monaco, nel periodo di transizione verso la signoria Scaligera, scelse Nogara come teatro delle sue gesta, impadronendosi di Verona, Vicenza ed altri luoghi infeudati; fu durante il suo dominio che il territorio venne saccheggiato più volte dai mantovani che dilagavano nel basso veronese conquistando Villimpenta e Gazzo.
Alla metà del '200 il feudo di Campalano è assegnato a Nicola Dal Verme († dopo 1292), uomo d'arme e giurista, politico e diplomatico degli Scaligeri, assieme a Correzzo e Maccacari (Gazzo Veronese) sono una eredità della madre Alena Capitali (de Capitalibus), mentre altri feudi e terre, come San Zeno di Montagna, gli sono date in vicariato perpetuo dall'abate del monastero di San Zeno e poi riconfermate via via alla famiglia Dal Verme. A lui succedono i figli Pietro e Giacomo, già signore di Bagnolo e di Nogarole Rocca, dopo il bando a Pietro ed ai figli i feudi sono trasmessi agli eredi diretti di Giacomo fino ad Ugolino e poi nel 1377 dopo il perdono dal bando del 1354 rientrano come co-eredi anche i cugini Taddeo Dal Verme e soprattutto Jacopo Dal Verme, grande condottiero, signore di Sanguinetto, Asparetto, Isola della Scala, Bobbio e Val Tidone ed altri feudi nel Piacentino. Alla sua morte nel 1409 subentra totalmente il figlio Luigi Dal Verme (o Alvise), conte imperiale di Sanguinetto (feudo e titolo che assommerà tutti i feudi veronesi), e conte di Bobbio e Voghera, Castel San Giovanni e val Tidone, e signore di altri feudi, che erediterà totalmente come unico proprietario dai cugini, ma nel 1437 verranno confiscati tutti i feudi veneti per la definitiva alleanza con Milano, rimanendo in eredità trasmissibile solo il titolo nobiliare di "conti di Sanguinetto".
Il castello fu bruciato dagli spagnoli e dai Borgognoni nel 1509, e da allora perse progressivamente la sua importanza. Nel 1630 la peste giunta coi Lanzichenecchi dimezzò la popolazione.
I bravi di Manzoni a Nogara si chiamavano buli, però più che bravi al servizio dei signori prevaricatori erano proprietari che si circondavano di evasi galeotti; alla sagra di Nogara del 19 luglio 1682 fu ucciso da un bulo il poeta Verità ed il 3 settembre dello stesso anno il conte Guarienti.
Durante le guerre d'indipendenza, Nogara, seppur fuori dagli avvenimenti militari e politici, diede un prezioso contributo in uomini ed opere. Il fascismo fu caratterizzato da una stasi socio-culturale e dal carattere prettamente agricolo dell'economia con elevata occupazione di braccianti.
L'assetto urbanistico del paese non subì particolari trasformazioni se non per lo spostamento del tratto di strada romana dal centro (via Roma, via Sterzi) a est del tracciato della statale 12 con lo smembramento del fondo Pellegrini (corte Maso).
Il primo dopoguerra segnò l'avvento al governo del paese delle forze espressione della base sociale maggioritaria rappresentata dai braccianti, e da una circoscritta ma forte componente operaia. Negli anni Cinquanta lo smembramento dei grandi latifondi in piccole proprietà contadine e la definitiva chiusura dell'unica vera grande industria (il Canapificio), con la conseguente caduta occupazionale, portò alla frantumazione dei movimenti rivendicativi, a un'accentuata emigrazione, alla diminuzione della popolazione e alla modificazione dei rapporti di forza sociali e politici.
L'industrializzazione del paese si colloca negli anni 1950-55 e, nonostante i limiti di un apparato produttivo debole, produsse un netto mutamento nella composizione sociale con ripercussioni sui rapporti politici. L'alternarsi di forze politiche diverse alla guida del paese e le numerose iniziative culturali hanno imposto Nogara all'attenzione di tutta la zona.

### Simboli
Lo stemma è stato riconosciuto con DCG del 12 luglio 1935.
Il gonfalone, concesso con regio decreto dell'8 marzo 1937, è un drappo di azzurro.

## Monumenti e luoghi d'interesse

### Architetture religiose
- Cappella di San Pietro - X secolo

È anche questo un edificio dalle antiche origini: è citato fin dal 905. Sorge in località Caselle e quando fu nominata Pieve, intorno al X - XI secolo, divenne il centro vitale intorno al quale ebbe inizio la crescita del nucleo abitato e della vita sociale. 

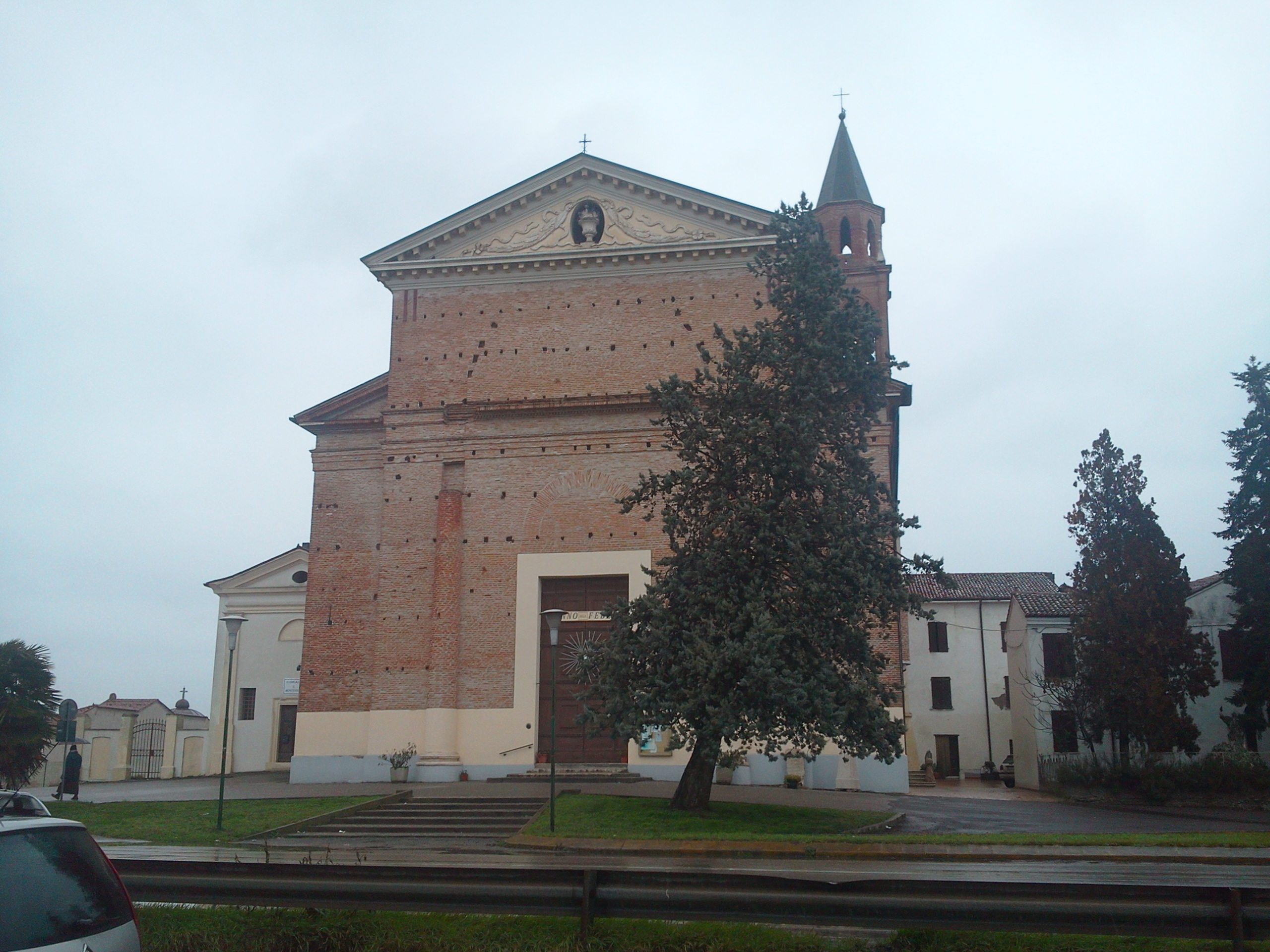
Chiesa Parrocchiale di Caselle

- Chiesa di San Gregorio Magno - XVI secolo

Sorge in località Campalano e la consacrazione risale al 1533. Di particolare valore ed interesse sono alcune stele funerarie di epoca romana appartenenti alla gens Truttedi.
- Chiesa di San Silvestro - XII secolo

Compare già in documenti del XII secolo. Da un disegno topografico del 1603 abbiamo notizie sulla sua architettura: stile romanico; la facciata era a capanna con protiro e rosone.
- Chiesetta di San Giuseppe - XIX secolo

Situata in via Sterzi è sede di associazioni locali dove si tengono incontri culturali e musicali.
- Cappella di San Bartolomeo Apostolo - XIX secolo
- Tempietto di San Rocco in via Caselle -
- La Necropoli dell'Olmo di Nogara

È situata sulla sponda destra del fiume Tartaro ad ovest del centro di Nogara ed è lunga oltre 300 metri.

### Architetture civili
- Palazzo Maggi - XVI secolo

È una costruzione del XVI secolo e rappresenta un bell'esempio di architettura rinascimentale. Oggi è sede della biblioteca comunale. Della struttura originaria è rimasta solo la residenza nobile della famiglia Maggi, di cui la villa costituiva la dimora di campagna. La facciata è caratterizzata da un portico sovrastato da un'elegante loggetta; pregevoli le decorazioni sulle mura tutt'intorno.
- Villa Marogna - XVI secolo

Da un'iscrizione latina sul frontespizio del palazzo sappiamo che la villa fu ultimata nel 1548. La struttura dell'edificio è austera e compatta, aperta al centro del piano terra su tre arcate prospicienti il vastissimo cortile rettangolare (la cosiddetta "Corte Marogna"), contornato sui lati est, sud-ovest ed ovest da coevi edifici adibiti un tempo a scuderie, rusticali e magazzini agricoli: le cosiddette "barchesse" . 
Al tutto si accede da est varcando un alto portale in forme doriche, sormontato da guglie di epoca posteriore all'impianto originario. Entrando sotto il portale d'ingresso si ha sulla sinistra l'auditorium intitolato a Gaetano Gobbi (vedi alla successiva sezione "Cultura" nel paragrafo "Nogaresi illustri"). Costruzione pressoché identica al portale appena descritto - e speculare ad esso - gli sorge esattamente di fronte, nel lato ovest del cortile.
Infissa nella facciata sud della villa, un poco sopra l'arcata mediana, una grande lastra marmorea rettangolare reca incisa l'iscrizione già menzionata " Villam hanc a Francisco Maronio patre quadantenus fundatam Ant.Maria can.veron.et Iohann.Bapt.eq.fratres unanimes exaedificarunt anno MDXLVIII". Con moderata libertà il testo si può tradurre come segue:
"Questa villa, costruita fino ad un certo punto da loro padre, Francesco Marogna, la ultimarono insieme Antonio Maria canonico veronese e suo fratello il conte Giovanni Battista, nell'anno 1548".
- Palazzo Cavalli - XVII secolo

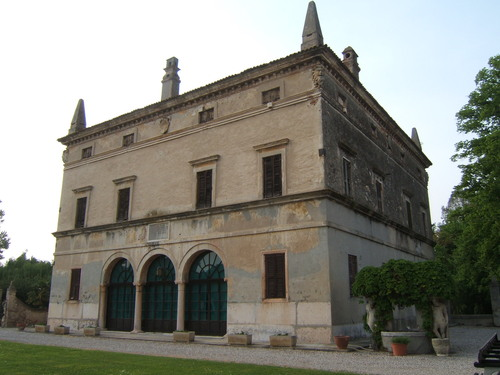
Villa Marogna

La struttura, che sorge in località Campalano, è a corpo unico, con camini sporgenti su entrambe le facciate, come soleva l'architettura del Veneto orientale del tempo.
- Villa Valmarana - XVIII secolo

Sorge in frazione Calcinaro. L'edificio è inserito in un'ampia corte interamente cintata e fiancheggiata da diversi rustici. Sulla facciata si trova lo stemma della famiglia, della quale la villa è dimora.
- Villa Betti

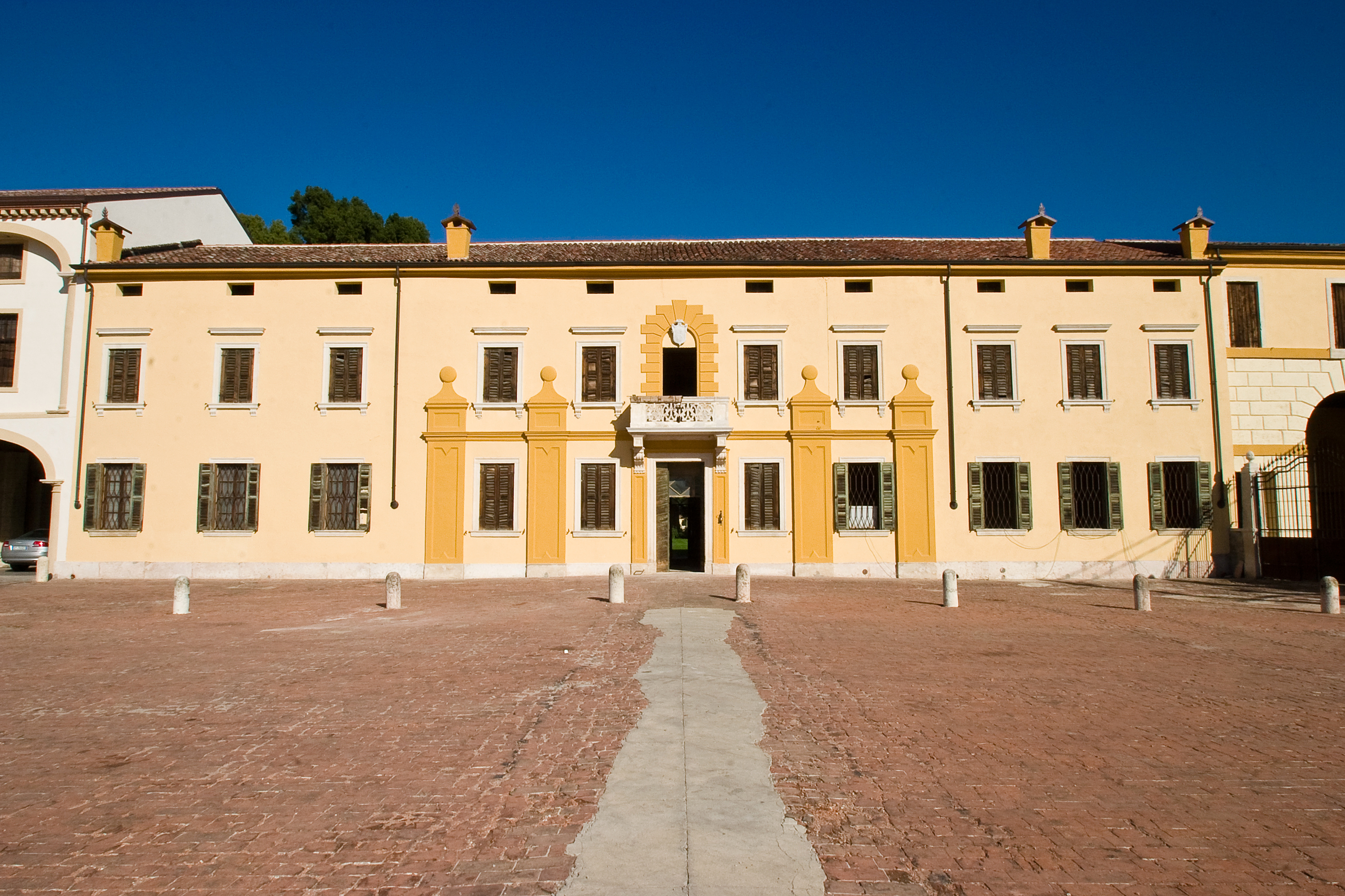
Villa Valmarana

Nel Comune di Nogara, dove il corso del Tartaro incrocia la Statale che unisce Mantova a Legnago, sorge una villa, ora proprietà Betti. La struttura attuale è il risultato di un intervento operato nell'ultimo decennio del Settecento su un edificio sacro d'antichissima origine: la chiesa di San Silvestro, annessa al monastero intitolato allo stesso Santo.
Pier Antonio Bertoli, dopo aver acquistato dal Senato Veneto i beni e le fabbriche del soppresso priorato, otteneva, con ducale del 27 maggio 1790, di ridurre le dimensioni della chiesa per ricavarvi la propria abitazione. Nogara fu così privata della possibilità di vantare, nel proprio patrimonio artistico, un edificio romanico o preromanico con affreschi e rilievi d'indubbio interesse.
Degli affreschi che un tempo davano vita alle pareti è rimasta un'immagine di San Silvestro, per altro maldestramente ritoccata, e una Madonna con Santo (Silvestro?) ed angeli, dai tratti rozzi e dalla fissità tipica della pittura del XIII secolo.
Elementi architettonici dell'antica costruzione sono inoltre individuabili nelle strutture murarie della villa.
- Teatro Comunale

Il Teatro Comunale, sorto nel 1866 come stalla per cavalli, è diventato, in parte, sede della scuola elementare ai primi del ‘900. Nel 1911 il Sindaco incaricò l'ing. Raffaello De Marchi di redigere il progetto per la trasformazione in Sala per Convegni e Teatro. I lavori iniziarono nel 1912 e furono portati a termine l'anno successivo. Il volume dell'edificio rimase sostanzialmente inalterato; all'interno venne demolito il soppalco del fienile e costruita una loggia per gli spettatori; all'esterno furono modificate le aperture prospettanti su via Molino e sul cortile interno e la facciata su via Roma, che assunsero la configurazione attuale. 
All'interno venne inoltre realizzato un controsoffitto in canniccio intonacato e decorato: ulteriori decorazioni, sia pittoriche che a stucco, erano probabilmente presenti sulle pareti e furono eliminate nel corso degli interventi di manutenzione eseguiti successivamente. Il teatro venne trasformato nel secondo dopoguerra in sala polivalente con prevalente uso cinematografico. Il progressivo degrado fisico delle strutture e soprattutto l'introduzione di norme legislative assai rigorose hanno reso inagibile il Teatro Comunale e necessario un intervento di risanamento. I lavori diretti dall'arch. Guido Dosso hanno riportato alla luce questo Teatro, restituendo ai cittadini di Nogara uno spazio indispensabile per la cultura.

## Società

### Evoluzione demografica
Abitanti censiti

## Cultura

### Eventi
- Sagra del paese - Madonna del Carmine

Si svolge ogni anno alla terza domenica di luglio
- El Riso co' le Nose

Festa del riso con le noci
- Nogara Estate

Di grande interesse culturale, con manifestazioni musicali e teatrali.

## Economia
Nogara fa parte dell'area di produzione del Riso Nano Vialone Veronese, che viene coltivato su terreni della pianura veronese irrigati con acqua di risorgiva. Inoltre, Nogara è sede dello stabilimento di imbottigliamento della Coca-Cola, che ne rappresenta il principale polo produttivo italiano. Nogara è anche sede di altre importanti aziende come Ecogreen S.p.a.

## Infrastrutture e trasporti

### Ferrovie
Nogara ha una propria stazione ferroviaria che si trova sulle linee Verona-Bologna e Mantova-Monselice.

## Amministrazione
| Periodo       | Periodo        | Primo cittadino          | Partito                                                    | Carica                  | Note                                          |
| ------------- | -------------- | ------------------------ | ---------------------------------------------------------- | ----------------------- | --------------------------------------------- |
|               | 1945           | Giovanni Chiaramonte     |                                                            | Sindaco                 |                                               |
| 1945          | 1946           | Ivano Mulatti            |                                                            | Sindaco                 |                                               |
| 1946          | 1948           | Rodolfo Franceschini     |                                                            | Sindaco                 |                                               |
| 1948          | 1956           | Nino Benatti             |                                                            | Sindaco                 |                                               |
| 1956          | 1961           | Gastone Zanetti          |                                                            | Sindaco                 |                                               |
| 1961          | 1975           | Luciano Galli            |                                                            | Sindaco                 |                                               |
| 1975          | 1980           | Luciano Mirandola        |                                                            | Sindaco                 |                                               |
| 1980          | 1983           | Germano Sardini          | Partito Socialista Italiano                                | Sindaco                 |                                               |
| 1984          | settembre 1985 | Paolo Andreoli           | Partito Comunista Italiano                                 | Sindaco                 |                                               |
| novembre 1985 | dicembre 1985  | Leonida Fracca           |                                                            | Sindaco                 |                                               |
| aprile 1986   | giugno 1991    | Paolo Andreoli           | Partito Comunista Italiano                                 | Sindaco                 | [ 10 ]                                        |
| giugno 1991   | giugno 1996    | Paolo Andreoli           | Partito Democratico della Sinistra                         | Sindaco                 | [ 10 ]                                        |
| giugno 1996   | aprile 2000    | Paolo Andreoli           | Centrosinistra (Lista civica)                              | Sindaco                 | [ 11 ]                                        |
| aprile 2000   | aprile 2005    | Paolo Andreoli           | Centrosinistra (Lista civica)                              | Sindaco                 | [ 12 ]                                        |
| aprile 2005   | marzo 2010     | Oliviero Albino Olivieri | Centrosinistra (Lista civica)                              | Sindaco                 | [ 13 ]                                        |
| marzo 2010    | dicembre 2010  | Simone Falco             | Lega Nord (Lista civica)                                   | Sindaco                 | Dimissioni della metà più uno dei consiglieri |
| dicembre 2010 | maggio 2011    | Rose Maria Machinè       |                                                            | Commissario prefettizio | [ 15 ] [ 16 ]                                 |
| maggio 2011   | giugno 2016    | Luciano Mirandola        | Lista civica "Nogara prima di tutto"                       | Sindaco                 | [ 17 ]                                        |
| giugno 2016   | ottobre 2021   | Flavio Massimo Pasini    | FI, eletto con lista civica di centrodestra "Per Nogara"   | Sindaco                 | [ 18 ]                                        |
| ottobre 2021  | in carica      | Flavio Massimo Pasini    | Lega, eletto con lista civica di centrodestra "Per Nogara" | Sindaco                 |                                               |